# تپه طاحن‌آباد
تپه طاحن آباد مربوط به عصر برنز است و در شهرستان شاهین دژ، بخش کشاورز، روستای احمدآباد واقع شده و این اثر در تاریخ ۱۴ مرداد ۱۳۸۲ با شمارهٔ ثبت ۹۴۲۲ به‌عنوان یکی از آثار ملی ایران به ثبت رسیده است.